# Czeski pies górski
Czeski pies górski – rasa psa, pochodząca z Czechosłowacji; zaliczana w Czechach do owczarków i innych psów pasterskich z wyłączeniem szwajcarskich psów do bydła. 
Charakter: odważny, inteligentny, przywiązany, czujny.
Sprawdza się jako pies zaprzęgowy, lawinowy, stróżujący, pasterski, rodzinny.
Sierść średniej długości, umaszczenie białe z plamami.